# Spirogyra
Spirogyra es un género de algas verdes filamentosas del orden de las zygnematales, llamada así por la disposición en forma de hélice de los cloroplastos. Se encuentra frecuentemente en el agua dulce, y existen más de 400 especies de Spirogyra en el mundo. La Spirogyra tiene aproximadamente entre 10 y 100 μm de ancho y puede llegar a varios centímetros de longitud.